# Карл Людвіг (князь Гогенлое-Лангенбурзький)
Карл Людвіг (нім. Karl Ludwig), ( 10 вересня 1762 —  4 квітня 1825) — представник німецької знаті XVIII—XIX століття, князь (1789—1825) та принц Гогенлое-Лангенбурзький, син князя Крістіана Альбрехта та принцеси Кароліни Штольберг-Гедернської.

## Біографія
Карл Людвіг з'явився на світ 10 вересня 1762 року у Лангенбурзі. Він був первістком в родині Крістіана Альбрехта Гогенлое-Лангенбурзького та його дружини Кароліни.
Графством в цей час правив його дід Людвіг.
1764 він отримав титул імперського князя, а за рік помер, передавши владу Крістіану Альбрехту.

Карл Людвіг був відомий як палкий музикант. У віці 26 років він пошлюбився із графинею Амалією Генрієттою Сольмс-Барутською. Весілля відбулося 30 січня 1789 у замку Клічдорф, родовому замку нареченої, на її 21-й день народження.

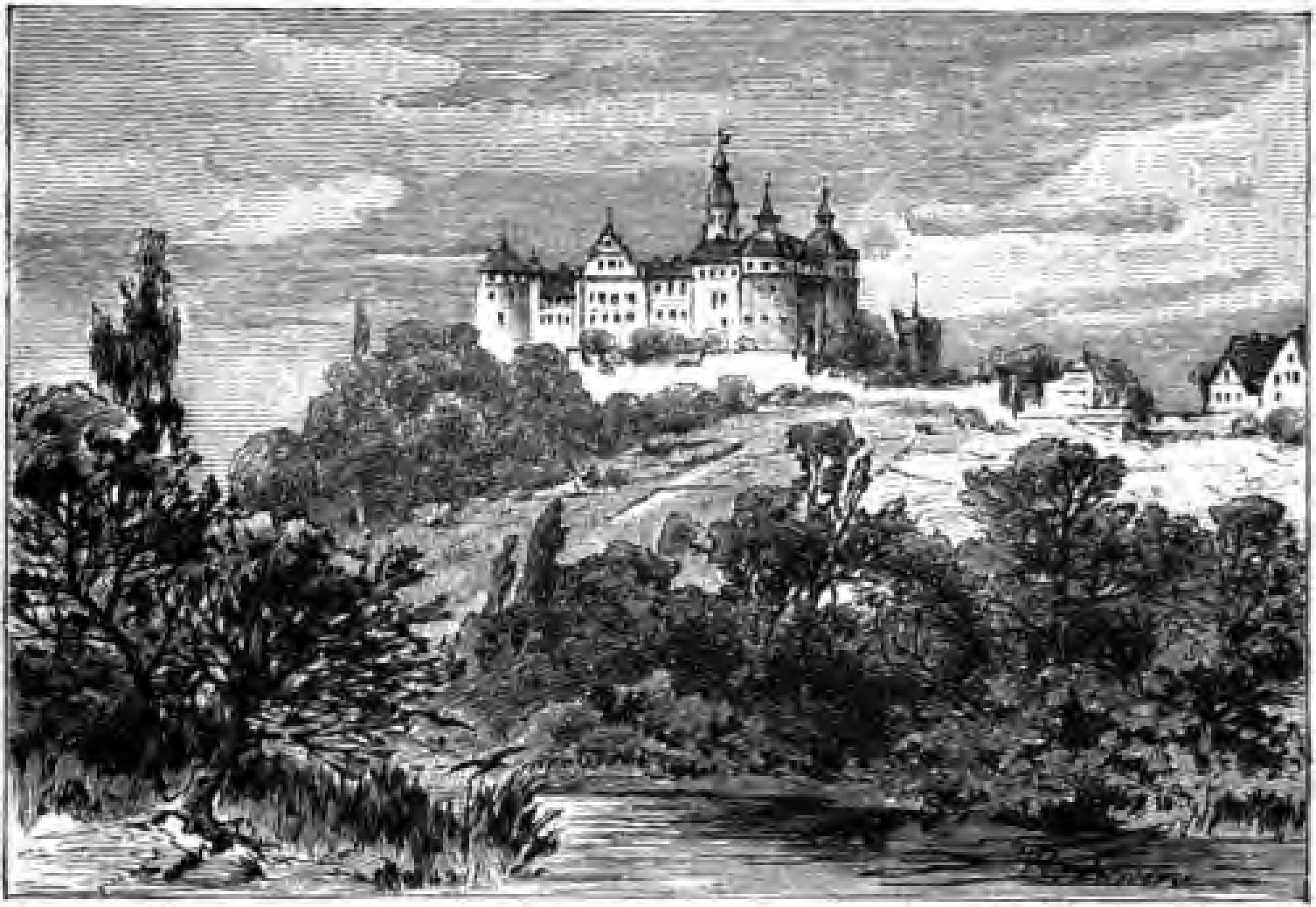
Лангенбурзький замок

За півроку помер Крістіан Альбрехт, і Карл Людвіг став правителем Гогенлое-Лангенбургу. Ще за чотири місяці народилась їхня перша донька, що невдовзі померла. Всього ж у подружжя було тринадцятеро дітей
Від 1815 і до самої смерті у 1825 році мав місце у державній генеральній асамблеї, а з 1820-го — у верхній палаті реорганізованої асамблеї. Однак, з 1819 надавав право себе представляти сину Ернсту.
Пішов з життя у 62 роки у Лангенбурзі.

## Родина

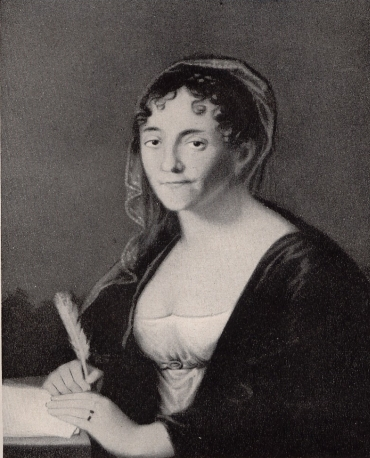
Портрет Амалії Генрієтти пензля невідомого майстра

Дружина — Амалія Генрієтта Сольмс-Барутська
Діти:
- Луїза Кароліна (1789) — померла невдовзі після народження;
- Еліза Елеонора (1790—1830) — дружина ланграфа Гессен-Роттенбурзького Віктора Амадея, дітей не мала;
- Кароліна Констанца (1792—1847) — дружина князя Гогенлое-Шиллінгсфюрста Франца Йозефа, мала із ним дев'ятеро дітей;
- Емілія Фредеріка (1793—1859) — дружина графа цу Кастелл-Кастелл Фрідріха Людвіга, мала із ним восьмеро дітей;
- Ернст Крістіан (1794—1860) — наступний князь Гогенлое-Лангенбургу, майор-генерал, одружений з Феодорою Лайнінгенською, мав із нею шістьох дітей;
- Фрідріх Вільгельм (2 жовтня—20 листопада 1797) — помер невдовзі після народження;
- Марія (22—24 вересня 1798) — померла невдовзі після народження;
- Луїза Шарлотта (1799—1881) — дружина принца цу Гогенлое-Інґельфінген Адольфа Карла, мала із ним численних нащадків;
- Йоганна Генрієтта (1800—1877) — дружина графа цу Ербах-Шонберг, дітей не мала;
- Агнеса (1804—1833) — дружина принца цу Льовенштайн-Вертхайм-Розенберг Костянтина, мала із ним сина та доньку;
- Густав Генріх (1806—1881);
- Олена (1807—1880) — дружина герцога Вюртемберзького Євгена, мала із ним четверо дітей;
- Йоганн Генріх (1810—1830) — помер у віці 20 років, бездітним та неодруженим.

## Нагороди
- Орден Чорного орла (Пруссія).